# 郭勒木德镇
郭勒木德镇，是中华人民共和国青海省海西蒙古族藏族自治州格尔木市下辖的一个乡镇级行政单位。
郭勒木德与“格尔木”、“郭里峁”是同名异译。1984年哈萨克族返回新疆前，这里曾属于阿尔顿曲克哈萨克族中心区（羅馬化：Altîn Xok̂î，金顶）。

## 行政区划
郭勒木德镇下辖以下地区：
中村、东村、西村、小岛村、宝库村、城北村、盐桥村、新华村、新乐村、乐苑村、民康村、富源村、阿拉尔牧委会、清水河牧委会、拖拉海牧委会、鱼水河牧委会、秀沟牧委会、西大滩牧委会和红柳村。

## 交通
青藏铁路：甘隆站